# Jean Sébilleau
Jean Sébilleau (* 21. April 1902 in Saint-Brieuc; † 23. August 1961 in Trégueux) war ein französischer Autorennfahrer.

## Karriere
Der Name Jean Sébilleau ist eng mit seinem Landsmann Georges Delaroche und dem 24-Stunden-Rennen von Le Mans verbunden. In den 1930er-Jahren waren die beiden Franzosen fünfmal gemeinsam beim Langstreckenklassiker an der Sarthe am Start. Ihr Debüt gaben Sébilleau und Delaroche 1931 mit einem von Sébilleau gemeldeten Bugatti Type 40. Das erste Antreten endete nach 96 Runden durch Kupplungsschaden. Ein Jahr später platzierte sich der Franzose bei seiner ersten Zielankunft gleich im Spitzenfeld; Rang sechs, allerdings mit 46 Runden Rückstand auf die Sieger Luigi Chinetti und Raymond Sommer. 1993 endete das Rennen schon nach 20 Runden durch technischen Defekt.
1934 wurde Sébilleau Werksfahrer bei Riley und erreichte in Le Mans mit dem zweiten Gesamtrang die beste Platzierung seiner Karriere. Im Ziel fehlten 13 Runde auf den siegreichen Alfa Romeo 8C 2300 von Chinetti und Philippe Étancelin. Sein letztes Rennen am Circuit des 24 Heures bestritt er 1935; Nach 149 Runden wurde das Duo disqualifiziert, da man nach einem Unfall fremde Hilfe in Anspruch genommen hatte.

## Statistik

### Le-Mans-Ergebnisse
| Jahr | Team                     | Fahrzeug              | Teamkollege       | Platzierung            | Ausfallgrund     |
| ---- | ------------------------ | --------------------- | ----------------- | ---------------------- | ---------------- |
| 1931 | Jean Sébilleau           | Bugatti Type 40       | Georges Delaroche | Ausfall                | Kupplungsschaden |
| 1932 | Jean Sébilleau           | Bugatti Type 40       | Georges Delaroche | Rang 6                 |                  |
| 1933 | Jean Sébilleau           | Riley Nine Brooklands | Georges Delaroche | Ausfall                | Motorschaden     |
| 1934 | Riley Motor Company Ltd. | Riley 6/12 MPH Racing | Georges Delaroche | Rang 2 und Klassensieg |                  |
| 1935 | Riley Motor Company Ltd. | Riley 6/12 MPH Racing | Georges Delaroche | Disqualifiziert        |                  |